# Máchovo jezero
Máchovo jezero är en sjö i Tjeckien. Den ligger i den norra delen av landet, 60 km norr om huvudstaden Prag. Máchovo jezero ligger 268 meter över havet. Arean är 2,8 kvadratkilometer.I omgivningarna runt Máchovo jezero växer i huvudsak blandskog. Den sträcker sig 1,9 kilometer i nord-sydlig riktning, och 2,6 kilometer i öst-västlig riktning.